# Iwan Bohdanowicz Sapieha
Iwan Bohdanowicz Sapieha (ur. w 1486, zm. pomiędzy 4 kwietnia a 19 listopada 1546) – wojewoda podlaski w latach 1529–1541 i witebski w latach 1517-1541, starosta drohicki. 

## Życiorys
Był synem Bohdana Semenowicza Sapiehy, ze względu na podobny czas życia i pełnione urzędy mylony ze stryjem Iwanem.
Rozpoczął karierę na dworze hospodarskim jeszcze za króla Aleksandra, mimo to pierwsze wzmianki o jego pracy pochodzą z lat 1507-1508. W 1508 roku uczestniczy ze stryjem w poselstwie do Moskwy, mającym na celu m.in. uwolnienie z niewoli moskiewskiej jego ojca. Około 1517 obejmuje województwo witebskie. Około 1520 żeni się z Hanną Sanguszkówną. 
Był zwolennikiem całkowitej unii Wielkiego Księstwa Litewskiego z Polską, w przeciwieństwie do stronnictwa hetmana Konstantego Ostrogskiego i wojewody wileńskiego Olbrachta Gasztołda, zmierzającego do utrzymania całkowitej odrębności W.Ks.Lit. Mimo sprzeciwu ww. dygnitarzy 4 grudnia 1522 na sejmie wileńskim opozycja uznaje Zygmunta Augusta za Wielkiego Księcia Litewskiego w razie śmierci króla. 
W roku 1529 objął województwo podlaskie. Brał udział w poselstwie do Moskwy w latach 1531–1532, gdzie pomimo niezgody wielkiego księcia moskiewskiego Wasyla III na dłuższy rozejm uzyskał zawieszenie broni do Bożego Narodzenia 1533. W sierpniu 1533 był jednym z komisarzy królowej Bony zajmującym się przeprowadzaniem dochodzenia w sprawie rozdziału ziem na Litwie. W ciągu dalszej kariery dyplomatycznej posłuje w 1534 do Albrechta Hohenzollerna i ponownie do Moskwy w 1536.
W 1541 zostaje uwięziony w Wilnie i pozbawiony dostojeństw, najprawdopodobniej na skutek intrygi królowej Bony chcącej za pomocą wiernych Koronie dostojników zniszczyć separatystów Wielkiego Księstwa. Po wstawiennictwie Zygmunta Augusta został uwolniony 25 kwietnia 1542. 
Zmarł pomiędzy 4 kwietnia a 19 listopada 1546.
Był ojcem Pawła i Iwana Iwanowicza.